# Michael Peschke
Michael Peschke (* 26. März 1959 in Berlin; † 14. Mai 2011 ebenda) war ein deutscher Schriftsteller, Dramatiker, Drehbuchautor, Redakteur und Kommunismus-Forscher.

## Leben
Peschke stammte aus dem Arbeitermilieu in Berlin-Mitte und machte 1979 einen Abschluss als Nachrichtentechniker. Von 1988 bis 1994 war er, genau in der Wendezeit, als „Arbeiterdramatiker“ an der Volksbühne am Rosa-Luxemburg-Platz tätig. Ab 1994 arbeitete er als freischaffender Autor, sowie ab 1999 als Redakteur der Zeitschrift Gegner.
1999 arbeitete Michael Peschke mit Gabriele Stammberger an ihrem autobiographischen Buch „Gut angekommen“ das ihre Zeit im Moskauer Exil 1932 bis 1954, unter anderem mit dem 1938 hingerichteten Walter Haenisch, Kommunist und Sohn des SPD-Politikers Konrad Haenisch, und dem Schauspieler und Vagabundenaktivisten  Gregor Gog beschrieb.
Kurz vor seinem Tod beschäftigte sich Peschke intensiv mit dem tschechoslowakischen Agenten und Opfer des Slánský-Prozesses Otto Katz, über den er eine Biographie plante.

## Dramen
- Straße aus Papier (1988)
- Hauptbahnhof (1989)
- Gilgamesch (1990)
- Ole Bienkopp nach Erwin Strittmatter (1996)
- Der Untertan nach Heinrich Mann (2001)

## Werke
- Den Himmel überlassen wir den Engeln. Neun autobiografische Gespräche; volksbühne Spielzeit 1992/93 (Intendanz Frank Castorf)
- Gabriele Stammberger, Michael Peschke: Gut angekommen – Moskau. Das Exil der Gabriele Stammberger 1932-1954. Basisdruck Verlag, Berlin 1999, ISBN 3-86163-082-6.
- Von Hauptbahnhof bis Kalaschnikow - Texte für Theater und Film, Theater der Zeit, Berlin 2013, ISBN 978-3-943881-90-5